# The Mighty Casey (film)
"The Mighty Casey" is een aflevering van de Amerikaanse televisieserie The Twilight Zone.

## Plot

### Opening
What you're looking at is a ghost. Once alive, but now deceased. Once upon a time it was a baseball stadium that housed a major league ball club known as the Hoboken Zephyrs. Now it houses nothing but memories and a wind that stirs in the high grass of what was once an outfield. A wind that sometimes bears a faint, ghostly resemblance to the roar of a crowd that once sat here. We're back in time now when the Hoboken Zephyrs were still a part of the National League, and this mausoleum of memories was an honest to Pete stadium. But since this is strictly a story of make believe, it has to start this way. Once upon a time in Hoboken, New Jersey, it was tryout day. No, he's not yet on the field; you're about to meet a most unusual fellow: A left-handed pitcher named Casey.
— Rod Serling

### Verhaal
De coach van een opgebroken basketbalteam staat toe dat een robot genaamd Casey met het team meespeelt. Casey heeft de gave om ballen zo hard te gooien dat zelfs de meest ervaren speler ze niet kan raken. Om die reden mogen robots eigenlijk niet meespelen.
Door Casey komt het team er al snel weer bovenop, maar dan ontdekt de National League Caseys geheim. Ze wijzen op de regel dat Casey niet mee mag doen omdat hij geen mens is. Hierop geeft Caseys uitvinder, Dr. Stillman, Casey een hart zodat hij wel geclassificeerd kan worden als mens. Dit heeft echter een onverwachte bijwerking: Casey bezit nu ook menselijke emoties en weigert derhalve nog langer zijn supersnelle ballen te werpen. Dit omdat hij sympathie voelt voor de slagman en niet diens carrière wil ruïneren. Om te voorkomen dat het team nu weer gedegradeerd zal worden, besluiten de coach en dr. Stillman een heel team van Casey-robots te maken zodat de originele Casey zich niet langer schuldig hoeft te voelen.

### Slot
Once upon a time, there was a major league baseball team called the Hoboken Zephyrs, who during the last year of their existence wound up in last place and shortly thereafter wound up in oblivion. There's a rumor, unsubstantiated of course, that a manager named MacGarry took them to the West coast and wound up with several pennants and a couple of world's championships. This team had a pitching staff that made history. Of course none of them smiled very much, but it happens to be a fact that they pitched like nothing human. And if you're interested as to where these gentlemen came from, you might check under "B", for baseball, in the Twilight Zone
— Rod Serling

## Rolverdeling
- Jack Warden - Mouth McGarry
- Robert Sorrells - Casey
- Abraham Sofaer - Dr. Stillman
- Alan Dexter – Beasley
- Jonathan Hole – teamdokter.

## Notities
- De naam van deze aflevering is een referentie naar het basketbalgedicht "Casey at the Bat".
- De aflevering suggereert dat de Brooklyn Dodgers spelen op het Tebbets Field in plaats van het echt bestaande Ebbets Field.
- Oorspronkelijk zou Paul Douglas de rol van coach Mouth McGarry gaan spelen, maar hij werd voor de opnames ziek. Daarom nam Jack Warden op het laatste moment zijn plaats in.
- Het scenario van deze aflevering was een herbewerking van een ouder scenario door Rod Serling.